# Michael Johnson
Michael Duane Johnson (* 13. září 1967 Dallas, Texas) je bývalý americký atlet, sprinter, čtyřnásobný olympijský vítěz a osminásobný mistr světa v různých disciplínách. Byl jedním z nejlepších sprinterů celé atletické historie a konce 20. století.
Jeho nejslavnější chvíle přišla na olympijských hrách v Atlantě v roce 1996, kdy zvítězil jako první a dosud jediný muž na tratích 200 m i 400 m, přitom na kratší trati zaběhl tehdy nový světový rekord 19,32 s. První stovku proběhnul Johnson za 10,12 s, ale obdivovaný výkon podal ve druhé, letmé části, když druhou stovku prolétl za rekordních 9,20 s. Jeho rekord překonal až Usain Bolt časem 19,30 v roce 2008 na olympijských hrách v Pekingu, a poté časem 19,19 na MS v Berlíně.
Johnsona charakterizoval jeho typický styl běhu v záklonu. Pověstná je jeho série více než dvaceti zaběhnutých časů pod 44 s na trati 400 m, k čemuž se dosud žádný jiný atlet ani nepřiblížil. Jako jediný také dokázal běžet letmou čtyřstovku (ve finiši štafety na 4×400 m) pod 43 sekund časem 42,91 s (1995). Až do LOH v Riu v roce 2016, kdy byl jeho čas překonán, byl Michael Johnson také držitelem světového rekordu na trati 400 m časem 43,18 s. Tehdy ho překonal jihoafrický sprinter Wayde van Niekerk časem 43,03 s. Johnson je též držitelem současného světového rekordu ve štafetě na 4×400 m s časem 2:54,29 min. Až do roku 2005 mu patřil i světový rekord v halové čtyřstovce (44,63 s z roku 1995).
Svoji hvězdnou kariéru zakončil po olympijských hrách v Sydney v roce 2000, nyní se věnuje především trenérské a komentátorské práci.
V roce 1996 a 1999 se stal vítězem ankety Atlet světa.

## Osobní rekordy
Dráha
- Běh na 100 metrů – 10,09 s (1994)
- Běh na 200 metrů – 19,32 s (1996)
- Běh na 300 metrů – 30,85 s (2000)
- Běh na 400 metrů – 43,18 s (1999)
- Běh na 4 × 400 metrů – 2:54,29 min. (22.8. 1993, Stuttgart)  (Současný světový rekord)

Hala
- Běh na 400 metrů – 44,63 s (1995)

## Olympijské hry
- 1992 Barcelona štafeta 4 × 400 m – zlato – 2:55.74 – (Olympijský rekord)
- 1996 Atlanta 200 m – zlato – 19,32 s
- 1996 Atlanta 400 m – zlato – 43,49 s – (Olympijský rekord)
- 2000 Sydney 400 m – zlato – 43,84 s
- 2000 Sydney štafeta 4 × 400 m – zlato – 2:56.35 (později DSQ)

## Mistrovství světa
- 1991 Tokio 200 m – zlato – 20,01 s
- 1993 Stuttgart 400 m – zlato – 43,65 s
- 1993 Stuttgart štafeta 4 × 400 m – USA zlato – 2:54.29
- 1995 Göteborg 200 m – zlato – 19,79 s
- 1995 Göteborg 400 m – zlato – 43,39 s
- 1995 Göteborg štafeta 4 × 400 m – USA zlato – 2:57.32
- 1997 Athény 400 m – zlato – 44,12 s
- 1999 Sevilla 400 m – zlato- 43,18 s (Světový rekord)
- 1999 Sevilla štafeta 4 × 400 m – USA zlato – 2:56.45 – o několik let později se jeden ze členů štafety Antonio Pettigrew přiznal k užívání dopingu a americké kvarteto bylo diskvalifikováno.